# L'Arche (revue)
Pour les articles homonymes, voir L'Arche.
L’Arche est un magazine du judaïsme français. Sa périodicité, initialement mensuelle, est aujourd'hui trimestrielle.  
L'Arche publie six numéros par an, quatre numéros trimestriels et deux hors-séries. Il est créé en 1957, avec une parution mensuelle. Il est consacré à divers aspects de la vie de la communauté juive, à des sujets d'actualité ainsi qu'à des thèmes culturels et politiques, philosophiques et artistiques. 
L'Arche est édité par le Fonds social juif unifié (FSJU). Le directeur de la rédaction est Paule-Henriette Lévy. Le directeur de publication est Richard Odier. Parmi les collaborateurs réguliers et chroniqueurs : Armand Abecassis, Alexandre Adler, Jean-Yves Camus, Frédéric Encel,  Michèle Kahn, Francine Kaufmann.